# Robert Gordon Rogers
Robert Gordon Rogers  OC, OBC (19 de agosto de 1919 - 21 de maio de 2010) foi um político canadense o 24º vice-governador da Colúmbia Britânica entre 1983 e 1988.